# Evropská úmluva o státním občanství
Evropská úmluva o státním občanství (anglicky European Convention on Nationality) je Mezinárodní smlouva navržená Evropským výborem pro právní spolupráci a schválená Výborem ministrů Rady Evropy v roce 1997, ke které Česká republika přistoupila v roce 1999.

## Předmět smlouvy
Úmluva stanovuje pravidla a zásady týkající se občanství a upravuje brannou povinnost v případech několikerého státního občanství.

## Historie
Vznik dokumentu inicioval Výbor expertů pro vícenásobné občanství Rady Evropy v roce 1992 v reakci na politické změny ve střední Evropě v roce 1989. Výbor ministrů Rady Evropy jej schválil 14. května 1997; 6. listopadu 1997 byla Úmluva otevřena k podpisu. V platnost dokument vstoupil 1. března 2000. Česká republika k Úmluvě přistoupila 7. května 1999 v Budapešti. Poslanecká sněmovna Parlamentu České republiky Úmluvu ratifikovala 4. března 2003, Senát Parlamentu České republiky pak 17. dubna 2003. Prezidentovi České republiky (t.č. Václav Klaus) byl text doručen k podpisu 22. dubna 2003. Ve Sbírce zákonů byla Úmluva vyhlášena 1. července 2004 pod číslem 76/2004 Sb.m.s.

## Struktura, obsah
Text Úmluvy tvoří 10 kapitol:
- Kapitoly I–III definují základní pojmy a všeobecné zásady týkající se státního občanství, především jeho nabývání a pozbývání
- Kapitola IV obecně upravuje řízení o státním občanství – vyřizování, rozhodování, právo na přezkum rozhodnutí, poplatky
- Kapitola V řeší situace několikerého občanství
- Kapitola VI se zabývá občanstvím v případě nástupnictví státu
- Kapitola VII je zaměřena na brannou povinnost v případě několikerého státního občanství
- Kapitola VIII upravuje spolupráci mezi smluvními státy a výměnu informací
- Kapitola IX zakládá možnost kteréhokoliv ze signatářů vyloučit ze smlouvy kapitolu VII
- Kapitola X obsahuje závěrečná ustanovení, popisuje způsob přistoupení, případně výpovědi smlouvy a vymezuje možnosti výhrad zúčastněných ke smlouvě

## Základní principy
Základní principy smlouvy jsou ustanovení kapitol, které všechny musí zúčastněné státy přijmout bez výhrad. V textu smlouvy jsou to kapitoly I, II a VI.
Obecně jsou stanoveny takto:
- každý má právo na státní občanství
- je třeba se vyhýbat stavu, kdy je osoba bez státní příslušnosti
- nikoho nelze svévolně zbavit státního občanství
- uzavření ani zánik manželství nemá automaticky vliv na občanství manželů
- diskriminace kvůli pohlaví, náboženství nebo rase je nepřípustná
- diskriminace státních občanů bez ohledu na způsob nabytí občanství je nepřípustná